# V.V. IJsselmeervogels
De voetbalvereniging IJsselmeervogels is een Nederlandse voetbalclub. Het is met zeven landstitels (naast VV Katwijk) bij de amateurs de (gedeeld) succesvolste club in het Nederlandse amateurvoetbal. De rood-witten komen uit Spakenburg, in de Nederlandse provincie Utrecht, aan de boorden van de voormalige Zuiderzee (nu aan het Eemmeer). 

## Geschiedenis
De vereniging ontstond in 1932 en kende in de beginperiode een aantal verschillende namen zoals VVIJV, V.V. IJsselmeer en N.A.S. (Na Arbeid Sport) en al vrij snel werden de clubkleuren van IJsselmeervogels rood en wit. Het tenue bestaat uit een rood-wit shirt (wit met een brede verticale rode baan, vergelijkbaar met dat van Ajax) en een rode broek. De kousen waren aanvankelijk rood met witte bies, maar dit is inmiddels overgegaan in wit.
Het complex van IJsselmeervogels (Sportpark de Westmaat) wordt gedeeld met aartsrivaal Spakenburg. Beide kantines worden gescheiden door een muur, aan beide zijden (bij de ingang van beide clubs) bevindt zich het hoofdveld. De bijvelden (beide drie stuks) worden gescheiden door hekwerk en bosschages.
Alle velden op sportpark De Westmaat zijn voorzien van kunstgras.
Tot aan de invoering van de landelijke eerste klasse in 1970 speelt IJsselmeervogels steeds op het zo hoog mogelijke niveau (mede door geografische indeling is dit niet altijd het hoogste niveau). Hier komt in 1970 verandering in door deze invoering.
IJsselmeervogels plaatst zich er werd in het tweede en derde jaar kampioen.

### 1975: Historie geschreven in de KNVB Beker
In 1975 wordt IJsselmeervogels landelijk bekend door als amateurclub de halve finale van de KNVB beker te halen. Limburgia (1-0) Profclubs SC Amersfoort (4-1), FC Groningen (op het moment koploper in de eerste divisie, 2-1) en AZ '67 (5e in de Eredivisie) werden verslagen. Bij AZ kwamen de toentertijd onbetaalde amateurs op 2-0 voorsprong door Jan Vedder en Jaan de Graaf. AZ'67 kwam terug tot 2-2 maar wist, ook na verlenging, niet meer te scoren. Dankzij enkele reddingen van keeper Jos de Feyter bereikte IJsselmeervogels de halve finale, die met 6-0 werd verloren van FC Twente.
Door deze prestaties werd IJsselmeervogels verkozen tot sportploeg van het jaar. IJsselmeervogels is de enige voetbalamateurclub die deze titel heeft ontvangen.

### Periode 1976 – 2000
In deze periode werden diverse kampioenschappen behaald, zo IJsselmeervogels werd in 1976, 1977, 1983 en 1995 Algeheel Amateurkampioen. Met deze vier landstitels is IJsselmeervogels de succesvolste amateurclub van Nederland.
Vanaf het eind van de jaren 80 besluit IJsselmeervogels, in navolging tot andere amateurclubs, spelers te gaan betalen, dit blijkt de enige optie om mee te blijven doen met de absolute amateurtop.

### Periode 2000 – 2016
Na een moeizaam slot van de 20e eeuw en een moeizame start van de 21e dient zich de meest succesvolle periode van de club aan. Kampioenschap na kampioenschap volgt. In de periode 2005-2015 pakt IJsselmeervogels 5 afdelingstitels, 4 zaterdagtitels (waaronder 1 titel in de Topklasse zaterdag (sindsdien vervielen de afdelingstitels, vanaf het seizoen 2010/2011) en 3 landstitels. Ook werd tweemaal de Supercup gewonnen, was IJsselmeervogels tweemaal succesvol in de districstbeker en werd één landelijke amateurbeker aan de erelijst toegevoegd. In oktober 2006 werden de spelers Henri de Graaf en Sjoerd van der Waal in het Westelijk elftal opgenomen voor de kwalificatiewedstrijden voor de UEFA-Regiobeker.

### Periode 2016 tot 2023
In het seizoen 2016/2017 voerde de KNVB een nieuwe competitie in om de kloof tussen amateurvoetbal en profvoetbal te dichten, de Tweede divisie. De Vogels slagen er in het seizoen 2015/2016 niet in zich bij de eerste zeven van de Topklasse zaterdag te voegen en promoveren niet naar die nieuwe Tweede divisie. De naam van de Topklasse wordt vervangen door Derde divisie.
De doelstelling van IJsselmeervogels is om direct te promoveren naar de Tweede divisie. Na een stroef begin klimt IJsselmeervogels langzaam naar de top van de Derde divisie. Eind maart wordt voor de tweede maal de koppositie gepakt en deze werd niet meer weggegeven. Op 13 mei, na een uitwedstrijd bij Quick Boys werd de titel binnengehaald.
In de KNVB Beker is IJsselmeervogels ook succesvol. Quick Boys(0-2), Jupiler League-club Achilles '29 (3-1) en Tweede divisionist Koninklijke HFC (3-1) werden verslagen. Eredivisionist sc Heerenveen bleek uiteindelijk een te grote hindernis. Heerenveen klopte IJsselmeervogels in Spakenburg nipt met 0-1.
Tijdens de voorbereiding op het seizoen 2017/18, waar IJsselmeervogels uitkomt in de Tweede divisie, stapte trainer Sandor van der Heide op. De combinatie van assistent-trainer bij De Graafschap en het hoofdtrainerschap bij IJsselmeervogels vraagt te veel energie waardoor besloten wordt te stoppen bij IJsselmeervogels en zich te richten op een profcarrière bij De Graafschap. Anderhalve week later werd bekend dat 'oude bekende' Willem Leushuis de nieuwe trainer van IJsselmeervogels is. De gestelde doelstelling (handhaving) werd ruim gehaald. IJsselmeervogels werd 9de en speelt ook in het seizoen 2018/19 in de Tweede divisie, waar ook buurman Spakenburg weer in toe zal treden. Nieuwe trainer is Ted Verdonkschot die zijn contract na een goed eerste half jaar met één jaar verlengd zag worden. De doelstelling (aansluiten bij de top) werd gehaald. IJsselmeervogels werd derde in de Tweede divisie.
Na een goede eerste periode en een matige tweede werd de eerste seizoenshelft afgesloten met de tweede plaats. In december werd bekendgemaakt dat Ted Verdonkschot aan het eind van het seizoen afscheid zal nemen bij IJsselmeervogels. Niet veel later werd ook bekend dat assistent-trainer Ricky Testa la Muta ook zal vertekken. Vlak voor de winterstop werd bekendgemaakt dat Berry Smit de nieuwe trainer zou worden vanaf het seizoen 2020/21. Ook de nieuwe assistent-trainer Ton Cornelissen werd niet veel later aangetrokken. Niet veel later aan het eind van de winterstop, werd vervroegd afscheid genomen van Ted Verdonkschot. Hij werd 2 dagen voor de competitiehervatting op non-actief gesteld en (tijdelijk) vervangen door assistent-trainer Rick Testa la Muta. Reden hiervan is dat de meerderheid van de a-selectie het niet meer in hem zag zitten. Na 1 wedstrijd bleek dat Gert Kruys, de voormalige linkermiddenvelder bij FC Utrecht in de 1980'-er jaren, werd aangesteld als interim-trainer om de rest van het seizoen af te maken. Ook daar kwam al een vervroegd einde aan i.v.m. de uitbraak van de COVID-19-pandemie. Hierdoor moest het seizoen 2020/21, met Volendammer Berry Smit als hoofdtrainer, eerder ten einde worden gebracht. IJsselmeervogels stond op dat moment op een 5e plaats maar uiteindelijk werd de (eind)stand als ongeldig verklaard.
Het seizoen 2021/22 begon niet best voor IJsselmeervogels. Na zes wedstrijden hield Berry Smit de eer aan zichzelf en stapte op. De Rooien stonden toen op de zestiende positie in de Jack's League. Onder de nieuwe trainer Gert Peter de Gunst werd degradatie ternauwernood voorkomen. Ook het seizoen 2022/23 startte niet goed voor De Vogels. Na 17 wedstrijden moest trainer Gert Peter de Gunst het veld ruimen. IJsselmeervogels stond toen op plek 16. Michael Weggemans schoof door vanuit IJsselmeervogels Onder 21 en Rob Hilbers werd als mede hoofdtrainer aangesteld. Na 22 wedstrijden en een 17e positie op de ranglijst werd bekend dat Gert Jan Karsten (aangesteld voor het seizoen 2023/24) al eerder overkomt van sv Urk en al eerder instapt als hoofdtrainer en dus de taken van Weggemans en Hilbers overneemt. Zijn eerste doel werd het behoeden van degradatie naar de Derde divisie. Dat lukte niet, want in de nacompetitie verloor het over twee wedstrijden met maar liefst elf doelpunten verschil van derdedivisionist USV Hercules (uit 6-0, thuis 0-5). Daarmee werd de eerste degradatie in de geschiedenis een feit.

### Periode 2023 tot heden
Met Gert Jan Karsten aan het roer was de opdracht duidelijk in het seizoen 2023/24, promoveren. Er werd geen periodetitel gepakt en ook de titel werd niet gegrepen. Omdat kampioen RKAV Volendam ook geen periodetitel had gepakt betekende dit dat ook naast de nacompetitie voor promotie werd gegrepen. Hierdoor speelt IJsselmeervogels in het seizoen 2024/25 dus ook in de Derde divisie. Wel zal dat gedaan worden met een nieuwe trainer. Gert Jan Karsten stapte kort na de laatste wedstrijd van het seizoen op en wordt opgevolgd door oud-eerste elftalspeler Raymond Bronkhorst.
IJsselmeervogels werd in 2024/25 kampioen in de Derde divisie A en keerde daarmee terug naar de tweede divisie.

## Spelers en staf

### Selectie 2025/2026
| Nr.           | Nat.               | Naam                  | Geb.datum  | Seizoen | Competitie | Nacompetitie | KNVB Beker | Totaal  | Contract |
| Nr.           | Nat.               | Naam                  | Geb.datum  | Seizoen | W ()       | W ()         | W ()       | W ()    | Contract |
| ------------- | ------------------ | --------------------- | ---------- | ------- | ---------- | ------------ | ---------- | ------- | -------- |
| Keepers       |                    |                       |            |         |            |              |            |         |          |
| 1             | Vlag van Nederland | Jaimy Schaap          | 29-06-1994 | 10e     | 231 (0)    | 0 (0)        | 9 (0)      | 240 (0) | 2026     |
| 20            | Vlag van Nederland | Bram Kaarsgaren       | 02-04-2000 | 2e      | 8 (0)      | 0 (0)        | 1 (0)      | 9 (0)   | 2026     |
| Verdedigers   |                    |                       |            |         |            |              |            |         |          |
| 2             | Vlag van Nederland | Gerwin van de Groep   | 11-01-2004 | 3e      | 62 (0)     | 2 (0)        | 6 (0)      | 70 (0)  | 2026     |
| 3             | Vlag van Nederland | Junior van der Velden | 14-08-1998 | 4e      | 78 (10)    | 2 (0)        | 6 (0)      | 86 (10) | 2026     |
| 5             | Vlag van Nederland | Daan Steur            | 06-08-2002 | 1e      | 0 (0)      | 0 (0)        | 0 (0)      | 0 (0)   | 2026     |
| 16            | Vlag van Nederland | Tyrese Gemert         | 15-10-2001 | 1e      | 0 (0)      | 0 (0)        | 0 (0)      | 0 (0)   | 2026     |
| 23            | Vlag van Nederland | Björn van Gorkom      | 18-09-2001 | 3e      | 34 (3)     | 0 (0)        | 3 (1)      | 37 (4)  | 2026     |
| 33            | Vlag van Nederland | Chahine van Bohemen   | 25-01-2004 | 1e      | 1 (0)      | 0 (0)        | 0 (0)      | 1 (0)   | 2026     |
| 77            | Vlag van Nederland | Gregory Kuisch        | 14-03-2000 | 2e      | 26 (2)     | 0 (0)        | 2 (0)      | 28 (2)  | 2026     |
| Middenvelders |                    |                       |            |         |            |              |            |         |          |
| 4             | Vlag van Nederland | Daan Boerlage 1       | 07-08-1997 | 2e      | 29 (1)     | 0 (0)        | 3 (0)      | 32 (1)  | 2026     |
| 6             | Vlag van Nederland | Robin Schulte         | 09-01-2001 | 1e      | 1 (0)      | 0 (0)        | 0 (0)      | 1 (0)   | 2027     |
| 7             | Vlag van Nederland | Thomas Beekman        | 23-01-2000 | 3e      | 58 (16)    | 0 (0)        | 6 (2)      | 64 (18) | 2027     |
| 14            | Vlag van Nederland | Jordy Ruizendaal      | 01-02-2001 | 4e      | 90 (5)     | 2 (0)        | 7 (0)      | 99 (5)  | 2026     |
| 17            | Vlag van Nederland | Jeremy Helmer         | 03-07-1997 | 2e      | 31 (10)    | 0 (0)        | 1 (0)      | 32 (10) | 2026     |
| 22            | Vlag van Nederland | Jesse Schuurman 2     | 11-03-1998 | 3e      | 67 (16)    | 0 (0)        | 5 (0)      | 72 (16) | 2026     |
| Aanvallers    |                    |                       |            |         |            |              |            |         |          |
| 8             | Vlag van Nederland | Niels Butter          | 08-09-1999 | 3e      | 37 (8)     | 0 (0)        | 1 (0)      | 38 (8)  | 2026     |
| 9             | Vlag van Nederland | Jim Beers 3           | 15-04-2000 | 2e      | 30 (23)    | 0 (0)        | 3 (2)      | 33 (25) | 2026     |
| 10            | Vlag van Nederland | Azzeddine Dkidak      | 11-05-2000 | 2e      | 28 (15)    | 0 (0)        | 3 (2)      | 31 (17) | 2026     |
| 11            | Vlag van Nederland | Matthijs Hardijk      | 25-12-1997 | 2e      | 15 (3)     | 0 (0)        | 0 (0)      | 15 (3)  | 2026     |
| 15            | Vlag van Nederland | Vince van den Anker   | 28-01-2002 | 1e      | 1 (0)      | 0 (0)        | 0 (0)      | 1 (0)   | 2026     |
| 21            | Vlag van Nederland | Max van Hees          | 30-10-2002 | 2e      | 8 (2)      | 0 (0)        | 2 (2)      | 10 (3)  | 2026     |

Caleb Asante en Issam el Khalki speelden als jeugdspeler 1 competitiewedstrijd in het seizoen 2024/25. Bastian van Diermen speelde als jeugdspeler 1 competitiewedstrijd in het seizoen 2024/25. Justin Ruizendaal speelde als jeugdspeler 1 competitiewedstrijd in het seizoen 2024/25 en 1 KNVB Bekerwedstrijd in het seizoen 2021/22. Immanuel Ghogli speelde als jeugdspeler 7 competitiewedstrijden in het seizoen 2024/25. Gerwin van de Groep speelde als jeugdspeler 2 wedstrijden in het seizoen 2021/22, 3 competitiewedstrijden en 1 KNVB Bekerwedstrijd en 2 nacompetitiewedstrijden in 2022/23. Jeugdspeler Thomas Kamstra speelde 2 competitiewedstrijden en 1 nacompetitiewedstrijd in het seizoen 2022/23. Jeugdspeler Sem Scholten speelde 10 competitiewedstrijden (1 goal) en 2 nacompetitiewedstrijden in het seizoen 2022/23 en 2 competitiewedstrijd in het seizoen 2023/24. Jeugdspeler Dugary Monkou speelde 8 competitiewedstrijden (1 goal) en 2  nacompetitiewedstrijden in het seizoen 2023/23. Jeugdspeler Pascal Koelewijn speelde 9 competitiewedstrijden (2 goals) in het seizoen 2023/24. Jeugdspeler Colin Walet speelde 1 competitiewedstrijd in het seizoen 2023/24 en 2 competitiewedstrijden in het seizoen 2024/25. Jeugdspeler Jahmani Eisden speelde 2 competitiewedstrijden in het seizoen 2023/24.
 = Aanvoerder
laatst aangepast op 17-08-'25
* = Lopende het seizoen 2025/26 toegevoegd aan A-selectie
** = Lopende het seizoen 2025/26 vertrokken

### Aangetrokken spelers/staf zomer 2025
- Matthijs Hardijk kwam over van VV Katwijk (per 25-1-2025) (contract tot zomer 2026)
- Robin Schulte kwam over van VV Katwijk (contract tot zomer 2027)
- Vince van den Anker kwam over van VV Berkum (contract tot zomer 2026)
- Tyrese Gemert kwam over van JOS Watergraafsmeer (contract tot zomer 2026)
- Daan Steur kwam over van FC Volendam (op huurbasis tot zomer 2026)
- Chahine van Bohemen komt over van Al-Jazira Club (contract tot zomer 2026)

### Vertrekkende spelers/staf zomer 2025
- Timo Kozjak vertrok naar SV Huizen (per 21-1-2025)
- Marouane Afaker vertrok naar FC Dordrecht (per 22-1-2025)
- Aleksandar Bjelica vertrok naar Koninklijke HFC (per 1-3-2025)
- Kaj Ramsteijn vertrok naar FC Lisse
- Dennis Knuiman vertrok naar SV TEC
- Bradley Martis vertrok naar AFC
- Deveron Fonville vertrok naar FC Dordrecht

### Technische en medische staf
| Naam                    | Functie                   |
| ----------------------- | ------------------------- |
| Raymond Bronkhorst      | Trainer/Coach             |
| Paolo Meijndershagen    | Assistent-trainer         |
| Wouter van Voorthuizen  | Keeperstrainer            |
| Martijn Wijers          | Fysio, verzorger          |
| Mitchell Viset          | Fysio, verzorger          |
| Jan Loenen              | Verzorger, hersteltrainer |
| Lammert-Jan van Diermen | Teammanager               |
| Herman Gerrits          | Materiaalverzorger        |
| Laura Colijn            | Materiaalverzorgster      |
| Wim 'Stoffel' ter Haar  | Materiaalverzorger        |
| Mike van Hunenstijn     | Video-analist             |

## Bekende oud-trainers/spelers

### Trainers
- Jan de Rijk
- Ton Pronk
- Piet Hamberg
- Willem Leushuis
- Cees Lok
- Harry van den Ham
- Roy Wesseling
- Hans van der Zee
- Gert Kruys
- Dogan Corneille
- Frans Adelaar
- Sandor van der Heide

### Spelers
- Achmed Ahahaoui
- Pascal Bosschaart
- Dogan Corneille
- Kevin van Diermen
- Joël Drommel*
- Tarik Evre*
- André Kemper
- Dustley Mulder*
- Gérard van der Nooij
- Berry Powel
- Kwong-Wah Steinraht
- Thomas Verheydt

* Dustley Mulder, Joël Drommel en Tarik Evre hebben als oud-jeugdspelers nooit in het eerste elftal van IJsselmeervogels gespeeld.

## Trainers vanaf 1970
| Trainer                                          | Tijdspan  | Wedst. | Winst | Gelijk | Verlies | Doelp. v | Doelp. t | Doelsaldo |
| ------------------------------------------------ | --------- | ------ | ----- | ------ | ------- | -------- | -------- | --------- |
| Pierre Stevenaart                                | 1970-1978 | 186    | 112   | 42     | 32      | 384      | 173      | +211      |
| Evert Mur                                        | 1978-1980 | 59     | 28    | 14     | 17      | 92       | 60       | +32       |
| Jan de Rijk*                                     | 1980-1981 | 19     | 7     | 4      | 8       | 22       | 23       | −1        |
| Jan Lankreijer                                   | 1981-1983 | 52     | 30    | 18     | 4       | 125      | 62       | +63       |
| Pierre Stevenaart                                | 1983-1985 | 50     | 27    | 11     | 12      | 115      | 71       | +44       |
| Ton Pronk                                        | 1985-1989 | 104    | 58    | 24     | 22      | 196      | 104      | +92       |
| Hans van der Zee                                 | 1989-1992 | 78     | 34    | 23     | 21      | 132      | 93       | +39       |
| Piet Hamberg                                     | 1992-1993 | 31     | 13    | 3      | 15      | 49       | 54       | −5        |
| Gerrit Vermeer, Bram, Jaan en Henk de Graaf a.i. | 1993      | 3      | 1     | 1      | 1       | 6        | 5        | +1        |
| Evert de Graaf                                   | 1993-1994 | 18     | 9     | 5      | 4       | 28       | 21       | +7        |
| Erik Assink                                      | 1994-2000 | 163    | 87    | 39     | 37      | 289      | 169      | +119      |
| Wim van der Linden a.i.**                        | 1999      | 2      | 0     | 0      | 2       | 0        | 3        | −3        |
| Wim van der Linden, Henk de Graaf a.i.           | 2000      | 1      | 1     | 0      | 0       | 3        | 1        | +2        |
| Henk de Graaf a.i.                               | 2000      | 2      | 0     | 1      | 1       | 0        | 2        | −2        |
| Jan van den Berg                                 | 2000-2002 | 29     | 10    | 10     | 9       | 45       | 39       | +6        |
| Peter de Graaf a.i.                              | 2001      | 4      | 0     | 1      | 3       | 2        | 8        | −6        |
| Philip den Haan                                  | 2001-2005 | 83     | 49    | 14     | 20      | 148      | 94       | +54       |
| Willem Leushuis                                  | 2005-2006 | 35     | 24    | 5      | 6       | 80       | 33       | +47       |
| Cees Lok                                         | 2006-2007 | 17     | 12    | 3      | 2       | 43       | 21       | +22       |
| Harry van den Ham                                | 2007      | 14     | 8     | 3      | 3       | 31       | 23       | +8        |
| Roy Wesseling                                    | 2008-2009 | 51     | 26    | 15     | 10      | 107      | 56       | +51       |
| Jan Zoutman                                      | 2010-2013 | 84     | 48    | 12     | 24      | 182      | 115      | +67       |
| Johan de Man, Ruth van de Groep ***              | 2012      | 14     | 7     | 3      | 4       | 26       | 22       | +4        |
| Gert Kruys                                       | 2013      | 21     | 9     | 8      | 4       | 44       | 28       | +16       |
| Johan de Man, Ruth van de Groep                  | 2014      | 8      | 3     | 2      | 3       | 15       | 14       | +1        |
| Frans Adelaar                                    | 2014      | 6      | 3     | 1      | 3       | 12       | 10       | +2        |
| Dogan Corneille                                  | 2014      | 2      | 0     | 0      | 2       | 1        | 3        | −2        |
| Frans Adelaar                                    | 2014-2015 | 39     | 18    | 8      | 13      | 58       | 51       | +7        |
| Ruud van de Geest a.i.                           | 2015      | 2      | 1     | 1      | 0       | 4        | 2        | +3        |
| Sandor van der Heide                             | 2015-2017 | 51     | 24    | 11     | 16      | 93       | 70       | +23       |
| Pascal Bosschaart a.i.                           | 2017      | 1      | 1     | 0      | 0       | 1        | 0        | +1        |
| Willem Leushuis                                  | 2017-2018 | 33     | 12    | 10     | 11      | 58       | 45       | +13       |
| Ted Verdonkschot                                 | 2018-2020 | 50     | 28    | 10     | 12      | 113      | 79       | +34       |
| Rick Testa la Muta a.i.                          | 2020      | 1      | 0     | 0      | 1       | 1        | 2        | -1        |
| Gert Kruys a.i.                                  | 2020      | 7      | 4     | 1      | 2       | 13       | 8        | +5        |
| Berry Smit                                       | 2020-2021 | 11     | 4     | 1      | 6       | 17       | 25       | -8        |
| Ton Cornelissen a.i.                             | 2021      | 2      | 2     | 0      | 0       | 3        | 1        | +2        |
| Gert Peter de Gunst                              | 2021-2022 | 40     | 11    | 7      | 22      | 48       | 62       | -14       |
| Ton Cornelissen / Paulo Meijndershagen ****      | 2022      | 1      | 1     | 0      | 0       | 4        | 1        | +3        |
| Michael Weggemans a.i.                           | 2022      | 2      | 1     | 0      | 1       | 4        | 2        | +2        |
| Michael Weggemans / Rob Hilbers                  | 2023      | 4      | 0     | 0      | 4       | 4        | 9        | -5        |
| Gert Jan Karsten                                 | 2023-2024 | 45     | 24    | 6      | 15      | 92       | 68       | +24       |
| Raymond Bronkhorst                               | 2024-     | 35     | 26    | 4      | 5       | 101      | 39       | +62       |

Jan de Rijk was ook trainer van IJsselmeervogels tussen 1942 - 1947 en 1951 - 1970.
** = Wim van der Linden verving trainer Erik Assink wegens een nekblessure
*** = Johan de Man nam de taken van Jan Zoutman over tijdens een schorsing.
**** = Het duo Ton Cornelissen / Paulo Meijndershagen nam de taken van Gert Peter de Gunst over vanwege een schorsing

## Supporters

### Supportersclub
IJsselmeervogels heeft een zeer meelevende supportersschare. In de zomer van 2008 werd Supportersclub NAS opgericht. NAS staat voor Na Arbeid Sport, wat vroeger de naam van VV IJsselmeervogels was. De Supportersclub heeft ruim 900 leden. NAS zorgt voor sfeer rondom wedstrijden van IJsselmeervogels. NAS regelt daarnaast ook dartavonden, feesten en allerlei andere activiteiten.

### Vak Midden-Noord
Bij thuiswedstrijd komen er ongeveer 2000 mensen naar het sportpark. Een supportersbus en tientallen auto's begeleiden de club bij een uitwedstrijd. De fanatieke aanhang bevindt zich tegenover de zittribune in het midden van de staantribune. De staantribune bevindt zich aan de Noordzijde van het hoofdveld van IJsselmeervogels, hetgeen de naam Vak Midden-Noord verklaart.
Vak Midden-Noord zorgt voor de sfeer en de aankleding van het sportpark (onder andere door spandoeken op te hangen) rondom de wedstrijden van IJsselmeervogels. Tijdens en voor de derby tegen buurman Spakenburg wordt altijd groot uitgepakt.

### Supporterssite
Ook de supporterssite is belangrijk in de communicatie van IJsselmeervogels. Er is elke week een samenvatting van de wedstrijden te zien en sinds het seizoen 2007/08 organiseert de site, in samenwerking met Vak Midden-Noord, de verkiezing voor beste speler van het jaar. De winnaars van de Vak Midden-Noord bokaal zijn:
- 2007/08 Christian Opschoor
- 2008/09 Kevin Winter
- 2009/10 Maikel de Harder
- 2010/11 Bas Mooij
- 2011/12 Bas Mooij
- 2012/13 Bennie van Noord
- 2013/14 Thomas Verheydt
- 2014/15 Maikel de Harder
- 2015/16 Raymon van Emmerik - Speler van het jaar 2015/16 Achraf Nejmi
- 2016/17 Sherwin Grot - Speler van het jaar 2016/17 Marciano van Leijenhorst
- 2017/18 Jaimy Schaap - Speler van het jaar 2017/18 Jaimy Schaap
- 2018/19 Mike van de Laar - Speler van het jaar 2018/19 Maikel de Harder
- 2019/20 n.n.b. - Speler van het jaar 2019/20 I.v.m. de coronapandemie is er geen Speler van het jaar 2019/20

Note - Vanaf het seizoen 2015/16 zal er een officiële speler van het jaar gekozen worden. De Vak Midden-Noord bokaal gaat terug naar de basis en zal gekozen worden door de harde kern van Vak Midden-Noord.

## Dorpsderby IJsselmeervogels en Spakenburg
IJsselmeervogels en Spakenburg speelden sinds hun oprichting tot 2016 onafgebroken op hetzelfde niveau. In de loop der jaren is er een sfeer rond de dorpsderby ontstaan die naar eigen zeggen uniek is in het amateurvoetbal. De club van het volk en de vissers (IJsselmeervogels, ook bekend als "de rooien") tegen die van de "boeren en klerken" (SV Spakenburg, "de blauwen"). Er was een rivaliteit die in 1987 het kookpunt bereikte toen tijdens de voorlaatste wedstrijd een door een Vogelssupporter gemaakte bom ontplofte. Een grensrechter raakte daarbij gewond. De jaren die volgden was men niet bij elkaar ingedeeld tot midden jaren negentig. In 1999 bekoelt de relatie tussen de twee clubs echter danig als Spakenburg twee sterspelers uit de "rode kampioensploeg" voor veel geld vraagt om bij "de Blauwen" te komen spelen (Gérard van der Nooij en Pascal de Bruijn). De affaire loopt hoog op, zelfs het gemeentebestuur komt er aan te pas om de gemoederen tot bedaren te brengen en er wordt wederom een aantal seizoenen niet tegen elkaar gespeeld. Vanaf 2002 is men weer ingedeeld in dezelfde afdeling, waarbij wordt geschat dat de editie van 16 april 2011 door bijna negenduizend mensen bezocht is. Op de tribunes zijn er vele spreekkoren en strijdliederen.
Naast buurman Spakenburg kent IJsselmeervogels nog een aantal tegenstanders waaraan de aandacht op gevestigd is: Urk, Sparta Nijkerk, DOVO, Huizen en vooral Quick Boys behoren tot de clubs waartegen IJsselmeervogels graag speelt in wedstrijden die gespeeld worden voor duizenden toeschouwers. Tijdens het seizoen 2004-2005 was Quick Boys uit Katwijk de gevaarlijkste tegenstander en werd pas op de laatste speeldag tegen Quick Boys (de oude club van Dirk Kuijt) voor zevenduizend toeschouwers een 3-2-overwinning de titel behaald.
Op IJsselmeervogels.tv zijn onder meer veel beelden van de derby te vinden.

### Uitslagen derby's Competitie

#### Derby's tot invoering Landelijke Eerste Klasse (-1970)
|                  | Wedstrijden | Winst | Gelijk | Verloren | Doel.V | Doel.T | Doel.S |
| ---------------- | ----------- | ----- | ------ | -------- | ------ | ------ | ------ |
| IJsselmeervogels | 36          | 20    | 6      | 10       | 88     | 59     | +29    |
| Spakenburg       | 36          | 10    | 6      | 20       | 59     | 88     | −29    |

| De wedstrijden tot invoering Landelijke Eerste Klasse (-1970) | De wedstrijden tot invoering Landelijke Eerste Klasse (-1970) | De wedstrijden tot invoering Landelijke Eerste Klasse (-1970) |
| Seizoen                                                       | Eerste wedstrijd                                              | Tweede wedstrijd                                              |
| ------------------------------------------------------------- | ------------------------------------------------------------- | ------------------------------------------------------------- |
| 1932/'33                                                      | IJsselmeervogels - Spakenburg 1-5                             | Spakenburg - IJsselmeervogels 2-2                             |
| 1934/'35                                                      | IJsselmeervogels - Spakenburg 2-4                             | Spakenburg - IJsselmeervogels 2-2                             |
| 1937/'38                                                      | IJsselmeervogels - Spakenburg 3-1                             | Spakenburg - IJsselmeervogels 3-0                             |
| 1939/'40                                                      | IJsselmeervogels - Spakenburg 3-2                             | Spakenburg - IJsselmeervogels 8-1                             |
| 1945/'46                                                      | IJsselmeervogels - Spakenburg 5-0                             | Spakenburg - IJsselmeervogels 1-3                             |
| 1947/'48                                                      | IJsselmeervogels - Spakenburg 3-1                             | Spakenburg - IJsselmeervogels 0-0                             |
| 1948/'49                                                      | IJsselmeervogels - Spakenburg 2-0                             | Spakenburg - IJsselmeervogels 0-2                             |
| 1950/'51                                                      | IJsselmeervogels - Spakenburg 3-2                             | Spakenburg - IJsselmeervogels 0-2                             |
| 1951/'52                                                      | IJsselmeervogels - Spakenburg 1-3                             | Spakenburg - IJsselmeervogels 1-2                             |
| 1952/'53                                                      | IJsselmeervogels - Spakenburg 3-4                             | Spakenburg - IJsselmeervogels 1-1                             |
| 1953/'54                                                      | IJsselmeervogels - Spakenburg 4-1                             | Spakenburg - IJsselmeervogels 0-0                             |
| 1954/'55                                                      | IJsselmeervogels - Spakenburg 3-0                             | Spakenburg - IJsselmeervogels 2-1                             |
| 1955/'56                                                      | IJsselmeervogels - Spakenburg 4-1                             | Spakenburg - IJsselmeervogels 1-7                             |
| 1956/'57                                                      | IJsselmeervogels - Spakenburg 2-1                             | Spakenburg - IJsselmeervogels 1-2                             |
| 1957/'58                                                      | IJsselmeervogels - Spakenburg 4-3                             | Spakenburg - IJsselmeervogels 1-3                             |
| 1958/'59                                                      | IJsselmeervogels - Spakenburg 12-0                            | Spakenburg - IJsselmeervogels 1-2                             |
| 1959/'60                                                      | IJsselmeervogels - Spakenburg 3-0                             | Spakenburg - IJsselmeervogels 2-0                             |
| 1960/'61                                                      | IJsselmeervogels - Spakenburg 1-1                             | Spakenburg - IJsselmeervogels 2-1                             |
| 1961/'62                                                      | IJsselmeervogels - Spakenburg 1-1                             | Spakenburg - IJsselmeervogels 2-1                             |

#### Derby's Landelijke Eerste Klasse (1970-1996)
|                  | Wedstrijden | Winst | Gelijk | Verloren | Doel.V | Doel.T | Doel.S |
| ---------------- | ----------- | ----- | ------ | -------- | ------ | ------ | ------ |
| IJsselmeervogels | 16          | 3     | 8      | 5        | 16     | 18     | −2     |
| Spakenburg       | 16          | 5     | 8      | 3        | 18     | 16     | +2     |

| De wedstrijden in de Landelijke Eerste Klasse (1970-1996) | De wedstrijden in de Landelijke Eerste Klasse (1970-1996) | De wedstrijden in de Landelijke Eerste Klasse (1970-1996) | De wedstrijden in de Landelijke Eerste Klasse (1970-1996) | De wedstrijden in de Landelijke Eerste Klasse (1970-1996) |
| Seizoen                                                   | Datum                                                     | Eerste wedstrijd                                          | Datum                                                     | Tweede wedstrijd                                          |
| --------------------------------------------------------- | --------------------------------------------------------- | --------------------------------------------------------- | --------------------------------------------------------- | --------------------------------------------------------- |
| 1972-'73                                                  | 2 september 1972                                          | IJsselmeervogels - Spakenburg 2-1                         | 2 december 1972                                           | Spakenburg - IJsselmeervogels 2-1                         |
| 1982-'83                                                  | 8 januari 1983                                            | IJsselmeervogels - Spakenburg 1-1                         | 4 april 1983                                              | Spakenburg - IJsselmeervogels 1-1                         |
| 1985-'86                                                  | 16 november 1985                                          | IJsselmeervogels - Spakenburg 1-1                         | 17 mei 1986                                               | Spakenburg - IJsselmeervogels 2-2                         |
| 1986-'87                                                  | 1 november 1986                                           | IJsselmeervogels - Spakenburg 0-0                         | 9 mei 1987                                                | Spakenburg - IJsselmeervogels 1-0                         |
| 1989-'90                                                  | 9 september 1989                                          | Spakenburg - IJsselmeervogels 0-0                         | 24 februari 1990                                          | IJsselmeervogels - Spakenburg 2-4                         |
| 1992-'93                                                  | 12 december 1992                                          | IJsselmeervogels - Spakenburg 1-0                         | 20 maart 1993                                             | Spakenburg - IJsselmeervogels 2-1                         |
| 1993-'94                                                  | 25 september 1993                                         | Spakenburg - IJsselmeervogels 1-0                         | 19 maart 1994                                             | IJsselmeervogels - Spakenburg 3-1                         |
| 1994-'95                                                  | 5 november 1994                                           | IJsselmeervogels - Spakenburg 0-0                         | 22 april 1995                                             | Spakenburg - IJsselmeervogels 1-1                         |

#### Derby's Hoofdklasse (1996-2010)
|                  | Wedstrijden | Winst | Gelijk | Verloren | Doel.V | Doel.T | Doel.S |
| ---------------- | ----------- | ----- | ------ | -------- | ------ | ------ | ------ |
| IJsselmeervogels | 16          | 7     | 2      | 7        | 21     | 33     | −12    |
| Spakenburg       | 16          | 7     | 2      | 7        | 33     | 21     | +12    |

| De wedstrijden in de Hoofdklasse (1996-2010) | De wedstrijden in de Hoofdklasse (1996-2010) | De wedstrijden in de Hoofdklasse (1996-2010) | De wedstrijden in de Hoofdklasse (1996-2010) | De wedstrijden in de Hoofdklasse (1996-2010) |
| Seizoen                                      | Datum                                        | Eerste wedstrijd                             | Datum                                        | Tweede wedstrijd                             |
| -------------------------------------------- | -------------------------------------------- | -------------------------------------------- | -------------------------------------------- | -------------------------------------------- |
| 2002-'03                                     | 28 september 2002                            | IJsselmeervogels - Spakenburg 1-2            | 12 april 2003                                | Spakenburg - IJsselmeervogels 3-0            |
| 2003-'04                                     | 25 oktober 2003                              | IJsselmeervogels - Spakenburg 0-2            | 13 maart 2004                                | Spakenburg - IJsselmeervogels 4-1            |
| 2004-'05                                     | 23 oktober 2004                              | Spakenburg - IJsselmeervogels 2-3            | 12 maart 2005                                | IJsselmeervogels - Spakenburg 1-0            |
| 2005-'06                                     | 5 november 2005                              | Spakenburg - IJsselmeervogels 0-2            | 1 april 2006                                 | IJsselmeervogels - Spakenburg 0-0            |
| 2006-'07                                     | 11 november 2006                             | Spakenburg - IJsselmeervogels 1-2            | 21 april 2007                                | IJsselmeervogels - Spakenburg 2-1            |
| 2007-'08                                     | 17 november 2007                             | IJsselmeervogels - Spakenburg 1-5            | 26 april 2008                                | Spakenburg - IJsselmeervogels 7-1            |
| 2008-'09                                     | 13 december 2008                             | Spakenburg - IJsselmeervogels 1-3            | 9 mei 2009                                   | IJsselmeervogels - Spakenburg 1-1            |
| 2009-'10                                     | 7 november 2009                              | IJsselmeervogels - Spakenburg 0-2            | 10 april 2010                                | Spakenburg - IJsselmeervogels 2-3            |

#### Derby's Topklasse (2010-2016)
|                  | Wedstrijden | Winst | Gelijk | Verloren | Doel.V | Doel.T | Doel.S |
| ---------------- | ----------- | ----- | ------ | -------- | ------ | ------ | ------ |
| IJsselmeervogels | 12          | 4     | 4      | 4        | 18     | 19     | −1     |
| Spakenburg       | 12          | 4     | 4      | 4        | 19     | 18     | +1     |

| De wedstrijden in de Topklasse (2010-2016) | De wedstrijden in de Topklasse (2010-2016) | De wedstrijden in de Topklasse (2010-2016) | De wedstrijden in de Topklasse (2010-2016) | De wedstrijden in de Topklasse (2010-2016) |
| Seizoen                                    | Datum                                      | Eerste wedstrijd                           | Datum                                      | Tweede wedstrijd                           |
| ------------------------------------------ | ------------------------------------------ | ------------------------------------------ | ------------------------------------------ | ------------------------------------------ |
| 2010-'11                                   | 6 november 2010                            | Spakenburg - IJsselmeervogels 2-3          | 16 april 2011                              | IJsselmeervogels - Spakenburg 3-2          |
| 2011-'12                                   | 8 oktober 2011                             | IJsselmeervogels - Spakenburg 2-2          | 24 maart 2012                              | Spakenburg - IJsselmeervogels 2-1          |
| 2012-'13                                   | 22 september 2012                          | Spakenburg - IJsselmeervogels 2-1          | 9 maart 2013                               | IJsselmeervogels - Spakenburg 1-0          |
| 2013-'14                                   | 2 november 2013                            | IJsselmeervogels - Spakenburg 0-2          | 29 maart 2014                              | Spakenburg - IJsselmeervogels 1-1          |
| 2014-'15                                   | 29 november 2014                           | Spakenburg - IJsselmeervogels 4-2          | 4 april 2015                               | IJsselmeervogels - Spakenburg 0-0          |
| 2015-'16                                   | 21 november 2015                           | IJsselmeervogels - Spakenburg 3-1          | 9 april 2016                               | Spakenburg - IJsselmeervogels 1-1          |

#### Derby's Tweede divisie (2018-heden)
|                  | Wedstrijden | Winst | Gelijk | Verloren | Doel.V | Doel.T | Doel.S |
| ---------------- | ----------- | ----- | ------ | -------- | ------ | ------ | ------ |
| IJsselmeervogels | 7           | 1     | 6      | 0        | 13     | 10     | +3     |
| Spakenburg       | 7           | 0     | 6      | 1        | 10     | 13     | -3     |

| De wedstrijden in de Tweede divisie (2018-heden) | De wedstrijden in de Tweede divisie (2018-heden) | De wedstrijden in de Tweede divisie (2018-heden) | De wedstrijden in de Tweede divisie (2018-heden) | De wedstrijden in de Tweede divisie (2018-heden) |
| Seizoen                                          | Datum                                            | Eerste wedstrijd                                 | Datum                                            | Tweede wedstrijd                                 |
| ------------------------------------------------ | ------------------------------------------------ | ------------------------------------------------ | ------------------------------------------------ | ------------------------------------------------ |
| 2018-'19                                         | 29 september 2018                                | Spakenburg - IJsselmeervogels 2-2                | 19 januari 2019                                  | IJsselmeervogels - Spakenburg 1-1                |
| 2019-'20                                         | 12 oktober 2019                                  | IJsselmeervogels - Spakenburg 2-2                | 18 April 2020                                    | Niet gespeeld i.v.m. COVID-19-pandemie           |
| 2020-'21                                         | 24 oktober 2020                                  | Niet gespeeld i.v.m. COVID-19-pandemie           | 24 april 2021                                    | Niet gespeeld i.v.m. COVID-19-pandemie           |
| 2021-'22                                         | 8 maart 2022                                     | IJsselmeervogels - Spakenburg 2-2                | 14 mei 2022                                      | Spakenburg - IJsselmeervogels 1-1                |
| 2022-'23                                         | 5 november 2022                                  | Spakenburg - IJsselmeervogels 1-1                | 22 april 2023                                    | IJsselmeervogels - Spakenburg 4-1                |

#### Balans Totaal
|                  | Wedstrijden | Winst | Gelijk | Verloren | Doel.V | Doel.T | Doel.S |
| ---------------- | ----------- | ----- | ------ | -------- | ------ | ------ | ------ |
| IJsselmeervogels | 87          | 35    | 26     | 26       | 156    | 139    | +17    |
| Spakenburg       | 87          | 26    | 26     | 35       | 139    | 156    | −17    |

## Erelijst
IJsselmeervogels is opgericht in 1932 en werd voor de eerste maal kampioen op 17 juni 1937. De 30e titel werd op 18 april 2009 binnengehaald toen IJsselmeervogels met 6-1 bij Geinoord won. IJsselmeervogels was toen kampioen en Geinoord degradeerde naar de eerste klasse.
Algeheel amateurkampioen van Nederland (7×)
1976, 1977, 1983, 1995, 2006, 2010, 2011
Landskampioen zaterdagamateurs (vanaf 2011 als kampioen Topklasse, vanaf 2017 als kampioen Derde Divisie) (16×)
1954, 1955, 1956, 1964, 1976, 1977, 1982, 1983, 1984, 1995, 1998, 1999, 2006, 2007, 2010, 2011, 2017, 2025
Afdelingstitels (31×)
1937, 1946, 1947, 1948, 1954, 1955, 1956, 1957, 1958, 1959, 1964, 1965, 1966, 1968, 1972, 1973, 1976, 1977, 1982, 1983, 1984, 1986, 1988, 1995, 1998, 1999, 2005, 2006, 2007, 2009, 2010
KNVB beker zaterdagvoetbal (3×)
1957, 1962, 1974
Districtbeker West I (5×)
1981, 1996, 2003, 2014, 2015
KNVB beker voor amateurs (2×)
1996, 2015
Supercup (2×)
2006, 2010
Sportploeg van het jaar (1×)
1975

## Competitieresultaten 1947–heden
| 1 |

| 1 4B |

| 2 4B |

| 2 |

| 3 |

| 2 |

| 3 |

| 1 |

| 1 |

| 1 |

| 1 |

| 1 3B |

| 1 3B |

| 2 3B |

| 2 |

| 2 |

| 6 2A |

| 1 2B |

| 1 2B |

| 1 2A |

| 2 2B |

| 1 2C |

| 2 2A |

| 4 2C |

| 2 1A |

| 1 1B |

| 1 1B |

| 2 1A |

| 2 1B |

| 1 1B |

| 1 1B |

| 4 1A |

| 2 1A |

| 5 1B |

| 5 1A |

| 1 1B |

| 1 1B |

| 1 1C |

| 4 1B |

| 1 1B |

| 3 1B |

| 1 1A |

| 5 1B |

| 8 1B |

| 3 1A |

| 3 1C |

| 7 1B |

| 4 1B |

| 1 1C |

| 7 1A |

| 3 B |

| 1 C |

| 1 C |

| 6 C |

| 9 C |

| 8 B |

| 5 B |

| 2 B |

| 1 B |

| 1 B |

| 1 B |

| 5 B |

| 1 B |

| 1 B |

| 1 |

| 6 |

| 12 |

| 4 |

| 5 |

| 12 |

| 1 |

| 9 |

| 3 |

| 5 |

| -- |

| 13 |

| 16 |

| 2 |

| 1 |

2019/20: Dit seizoen werd na 24 speelrondes stopgezet vanwege de uitbraak van het COVID-19-virus.
2020/21: Dit seizoen werd na 6 speelrondes stopgezet vanwege een nieuwe uitbraak van het COVID-19-virus.
| Tweede Divisie | Derde Divisie Topklasse | Hoofdklasse | Eerste klasse | Tweede klasse | Derde klasse | Vierde klasse |

In elke staaf van de grafiek staat van boven naar beneden vermeld: 
- Eindnotering

Dit is de positie die de club heeft bereikt in de competitie, zonder eventuele beslissings-, play-off- of nacompetitiewedstrijden die nodig zijn geweest om bijvoorbeeld de kampioen van de competitie te bepalen.
Indien een * achter het getal staat is de notering een tussenstand en kan het zijn dat de notering niet overeenkomt met de uiteindelijke eindstand van de competitie.
Staat er een - dan is het seizoen nog bezig en is er geen definitieve uitslag bekend.
Staat er xx op de positie van de notering, dan heeft de club vroegtijdig de competitie verlaten. Dit kan onder andere komen door terugtrekking van het team, faillissement van de club of door een uitgedeelde straf van de KNVB. In veel gevallen staat elders in het artikel de reden vermeld.
Staat er een ? dan is het resultaat uit het verleden onbekend, en is alleen de competitie of het niveau bekend van dat seizoen.
In de seizoenen 2019/20 en 2020/21 werd wegens de coronacrisis het amateurvoetbal afgebroken. Daardoor kennen deze staven geen eindklassering (middels -- weergegeven).
- Competitieniveau en afdelingsletter of Officiële eindstand Eredivisie
  - Competitieniveau en afdelingsletter

Hierbij geeft het getal het niveau weer, dat ook terug te vinden is in de legenda. De letter is de afdelingsaanduiding en wordt gebruikt wanneer er meer afdelingen zijn op hetzelfde niveau. De afdelingsletter is altijd een hoofdletter en wordt meestal zonder nummer gebruikt.
Voorbeeld: 2F is niveau 2e klasse competitie F.
Het competitieniveau en nummer wordt niet vermeld wanneer er slechts één competitie van dit niveau was.
  - Officiële eindstand Eredivisie (getal staat tussen haakjes vermeld)

Sinds de introductie van play-offwedstrijden voor Europees voetbal na afloop van de reguliere competitie in 2005/06, is de KNVB verplicht een eindstand van de Eredivisie door te geven aan de UEFA aan de hand van deze play-offwedstrijden.
Bij deze eindstand staan clubs die zich hebben gekwalificeerd voor Europees voetbal hoger dan clubs die zich niet wisten te kwalificeren. Indien er geen verschil was tussen de eindnotering en de officiële eindstand, staat dit getal niet vermeld.

- Onderafdeling

Hier staat afgekort de naam van de onderafdeling indien de club in dat jaar in een onderafdeling uitkwam. Tevens staat deze afkorting in de legenda en wordt gelinkt naar het artikel over deze onderafdeling. Deze afkorting wordt alleen vermeld wanneer de club in het verleden in verschillende onderafdelingen heeft gespeeld. Deze vermelding is in de staaf altijd in kleine letters. Deze onderafdelingen zijn na het seizoen 1995/96 afgeschaft. Heeft de club in slechts één onderafdeling gespeeld, dan is dit alleen terug te vinden in de legenda.
Onder de staaf staat het jaartal vermeld waarin het seizoen is afgesloten. 15 verwijst naar het seizoen 2014/15 of eventueel het seizoen 1914/15.
Wanneer een staaf leeg is, zijn deze gegevens niet bekend. Het kan ook zijn dat de club dat seizoen niet heeft meegespeeld op het hogere amateurniveau, vroegtijdig de competitie heeft verlaten of uit de competitie is gezet.

In het seizoen 1944/45 was er wegens de Tweede Wereldoorlog geen regulier competitievoetbal.

### Positie eindstand IJsselmeervogels per seizoen
| Seizoen   | Competitie             | Pos. | Wed. | Winst | Gel | Verl | Pnt | DV | DT | DS  |
| --------- | ---------------------- | ---- | ---- | ----- | --- | ---- | --- | -- | -- | --- |
| 2025/2026 | Tweede divisie         | 10   | 1    | 0     | 0   | 1    | 0   | 3  | 4  | -1  |
| 2024/2025 | Derde divisie          | 1    | 34   | 26    | 4   | 4    | 82  | 98 | 35 | +63 |
| 2023/2024 | Derde divisie          | 2    | 34   | 19    | 6   | 9    | 63  | 72 | 43 | +29 |
| 2022/2023 | Jack's League          | 16   | 34   | 9     | 6   | 19   | 33  | 51 | 71 | -20 |
| 2021/2022 | Jack's League          | 13   | 34   | 13    | 3   | 18   | 42  | 44 | 48 | -4  |
| 2020/2021 | Tweede divisie         | 5    | 5    | 3     | 0   | 2    | 9   | 9  | 10 | -1  |
| 2019/2020 | Tweede divisie         | 5    | 24   | 13    | 5   | 6    | 44  | 57 | 37 | +20 |
| 2018/2019 | Tweede divisie         | 3    | 34   | 19    | 6   | 9    | 63  | 70 | 52 | +18 |
| 2017/2018 | Tweede divisie         | 9    | 34   | 13    | 10  | 11   | 49  | 59 | 45 | +14 |
| 2016/2017 | Derde divisie          | 1    | 34   | 21    | 7   | 6    | 67  | 74 | 36 | +38 |
| 2015/2016 | Topklasse              | 12   | 30   | 8     | 7   | 15   | 31  | 34 | 50 | −16 |
| 2014/2015 | Topklasse              | 5    | 30   | 14    | 6   | 10   | 48  | 48 | 40 | +8  |
| 2013/2014 | Topklasse              | 4    | 30   | 14    | 8   | 8    | 50  | 62 | 43 | +19 |
| 2012/2013 | Topklasse              | 12   | 30   | 10    | 9   | 11   | 39  | 44 | 48 | −4  |
| 2011/2012 | Topklasse              | 6    | 30   | 15    | 3   | 12   | 48  | 67 | 50 | +17 |
| 2010/2011 | Topklasse              | 1    | 30   | 19    | 5   | 6    | 62  | 68 | 39 | +29 |
| 2009/2010 | Zaterdag Hoofdklasse B | 1    | 26   | 19    | 3   | 4    | 60  | 64 | 18 | +46 |
| 2008/2009 | Zaterdag Hoofdklasse B | 1    | 26   | 15    | 9   | 2    | 54  | 59 | 22 | +37 |
| 2007/2008 | Zaterdag Hoofdklasse B | 5    | 26   | 12    | 6   | 8    | 42  | 53 | 48 | +5  |
| 2006/2007 | Zaterdag Hoofdklasse B | 1    | 26   | 18    | 5   | 3    | 59  | 65 | 29 | +36 |
| 2005/2006 | Zaterdag Hoofdklasse B | 1    | 26   | 18    | 3   | 5    | 57  | 58 | 25 | +33 |
| 2004/2005 | Zaterdag Hoofdklasse B | 1    | 26   | 16    | 4   | 6    | 52  | 46 | 31 | +15 |
| 2003/2004 | Zaterdag Hoofdklasse B | 2    | 24   | 17    | 2   | 5    | 53  | 53 | 24 | +29 |
| 2002/2003 | Zaterdag Hoofdklasse B | 5    | 26   | 11    | 7   | 8    | 40  | 37 | 34 | +3  |
| 2001/2002 | Zaterdag Hoofdklasse B | 8    | 26   | 9     | 9   | 8    | 36  | 39 | 35 | +4  |
| 2000/2001 | Zaterdag Hoofdklasse C | 9    | 26   | 8     | 6   | 12   | 30  | 36 | 42 | −6  |
| 1999/2000 | Zaterdag Hoofdklasse C | 6    | 26   | 13    | 3   | 10   | 42  | 39 | 28 | +11 |
| 1998/1999 | Zaterdag Hoofdklasse C | 1    | 26   | 18    | 5   | 3    | 59  | 61 | 29 | +32 |
| 1997/1998 | Zaterdag Hoofdklasse C | 1    | 26   | 20    | 4   | 2    | 64  | 59 | 12 | +47 |
| 1996/1997 | Zaterdag Hoofdklasse B | 3    | 26   | 12    | 7   | 7    | 43  | 38 | 23 | +15 |
| 1995/1996 | Eerste klasse A        | 7    | 26   | 8     | 9   | 9    | 33  | 33 | 40 | −7  |
| 1994/1995 | Eerste klasse C        | 1    | 26   | 15    | 9   | 2    | 39  | 46 | 18 | +28 |
| 1993/1994 | Eerste klasse B        | 4    | 26   | 11    | 6   | 9    | 28  | 41 | 38 | +3  |
| 1992/1993 | Eerste klasse B        | 7    | 26   | 12    | 3   | 11   | 27  | 42 | 42 | +0  |
| 1991/1992 | Eerste klasse B        | 3    | 26   | 13    | 7   | 6    | 33  | 44 | 22 | +22 |
| 1990/1991 | Eerste klasse A        | 3    | 26   | 12    | 9   | 5    | 33  | 49 | 32 | +17 |
| 1989/1990 | Eerste klasse B        | 8    | 26   | 9     | 7   | 10   | 25  | 39 | 39 | +0  |
| 1988/1989 | Eerste klasse B        | 5    | 26   | 11    | 6   | 9    | 28  | 44 | 34 | +10 |
| 1987/1988 | Eerste klasse A        | 1    | 26   | 17    | 5   | 4    | 39  | 58 | 25 | +33 |
| 1986/1987 | Eerste klasse B        | 3    | 26   | 14    | 6   | 6    | 34  | 48 | 26 | +22 |
| 1985/1986 | Eerste klasse B        | 1    | 26   | 16    | 7   | 3    | 39  | 46 | 19 | +27 |
| 1984/1985 | Eerste klasse B        | 4    | 26   | 11    | 6   | 9    | 28  | 44 | 38 | +6  |
| 1983/1984 | Eerste klasse C        | 1    | 24   | 16    | 5   | 3    | 37  | 71 | 33 | +38 |
| 1982/1983 | Eerste klasse B        | 1    | 26   | 15    | 10  | 1    | 40  | 70 | 41 | +29 |
| 1981/1982 | Eerste klasse B        | 1    | 26   | 15    | 8   | 3    | 38  | 55 | 21 | +34 |
| 1980/1981 | Eerste klasse A        | 5    | 26   | 11    | 5   | 10   | 27  | 31 | 33 | −2  |
| 1979/1980 | Eerste klasse B        | 5    | 26   | 11    | 6   | 9    | 28  | 44 | 27 | +17 |
| 1978/1979 | Eerste klasse A        | 2    | 26   | 13    | 7   | 6    | 33  | 39 | 23 | +16 |
| 1977/1978 | Eerste klasse A        | 4    | 26   | 12    | 6   | 8    | 30  | 42 | 25 | +17 |
| 1976/1977 | Eerste klasse B        | 1    | 26   | 16    | 7   | 3    | 39  | 68 | 22 | +46 |
| 1975/1976 | Eerste klasse B        | 1    | 26   | 18    | 5   | 3    | 41  | 63 | 25 | +38 |
| 1974/1975 | Eerste klasse B        | 2    | 26   | 16    | 5   | 5    | 37  | 35 | 16 | +19 |
| 1973/1974 | Eerste klasse A        | 2    | 22   | 12    | 6   | 4    | 30  | 50 | 29 | +21 |
| 1972/1973 | Eerste klasse B        | 1    | 22   | 16    | 4   | 2    | 36  | 49 | 12 | +37 |
| 1971/1972 | Eerste klasse B        | 1    | 20   | 13    | 3   | 4    | 29  | 43 | 22 | +21 |
| 1970/1971 | Eerste klasse A        | 2    | 18   | 9     | 6   | 3    | 24  | 34 | 22 | V   |

Vanaf het seizoen 1995/1996 worden er in plaats van twee, drie punten per overwinning gegeven
In verband met het coronavirus werd het seizoen 2019/20 niet uitgespeeld.

## IJsselmeervogels in de KNVB Beker
Dit schema laat de resultaten zien van IJsselmeervogels tegen profclubs in de KNVB Beker.
| Seizoen | Ronde        | Wedstrijd                           | Uitslag        |
| ------- | ------------ | ----------------------------------- | -------------- |
| 1972/73 | 1e ronde     | IJsselmeervogels - Roda JC Kerkrade | 0-4            |
| 1973/74 | 1e ronde     | IJsselmeervogels - PEC Zwolle       | 1-3            |
| 1974/75 | 2e ronde     | IJsselmeervogels - SC Amersfoort    | 4-1            |
| 1974/75 | 8e finale    | IJsselmeervogels - FC Groningen     | 2-1            |
| 1974/75 | kwartfinale  | AZ'67 Alkmaar - IJsselmeervogels    | 2-2 (4-3 pen.) |
| 1974/75 | halve finale | FC Twente - IJsselmeervogels        | 6-0            |
| 1976/77 | 1e ronde     | MVV Maastricht - IJsselmeervogels   | 6-0            |
| 1977/78 | 1e ronde     | IJsselmeervogels - sc Heerenveen    | 2-1            |
| 1977/78 | 2e ronde     | IJsselmeervogels - FC Groningen     | 1-3            |
| 1982/83 | 1e ronde     | IJsselmeervogels - Fortuna Sittard  | 2-4            |
| 1983/84 | 2e ronde     | IJsselmeervogels - Drechtsteden '79 | 1-5            |
| 1984/85 | 1e ronde     | IJsselmeervogels - FC VVV           | 1-4            |
| 1986/87 | 1e ronde     | IJsselmeervogels - SC Heracles '74  | 1-2            |
| 1987/88 | 1e ronde     | IJsselmeervogels - Willem II        | 0-5            |
| 1988/89 | 1e ronde     | IJsselmeervogels - RKC Waalwijk     | 0-2            |
| 1989/90 | 1e ronde     | IJsselmeervogels - FC Den Haag      | 1-5            |
| 1991/92 | 2e ronde     | EVV Eindhoven - IJsselmeervogels    | 1-0            |
| 1993/94 | 2e ronde     | IJsselmeervogels - Go Ahead Eagles  | 1-2 n.v.       |
| 1995/96 | Groep 4      | IJsselmeervogels - Go Ahead Eagles  | 0-2            |
| 1995/96 | Groep 4      | TOP Oss - IJsselmeervogels          | 1-1            |
| 1996/97 | Groep 4      | IJsselmeervogels - SC Heracles '74  | 2-1            |
| 1996/97 | Groep 4      | De Graafschap - IJsselmeervogels    | 3-0            |
| 1998/99 | Groep 3      | IJsselmeervogels - NEC Nijmegen     | 0-10           |
| 1998/99 | Groep 3      | IJsselmeervogels - Go Ahead Eagles  | 1-3            |
| 1999/00 | Groep 2      | IJsselmeervogels - De Graafschap    | 0-5            |
| 2000/01 | Groep 6      | IJsselmeervogels - HFC Haarlem      | 1-4            |
| 2000/01 | Groep 6      | IJsselmeervogels - FC Utrecht       | 1-8            |
| 2004/05 | 2e ronde     | IJsselmeervogels - BV Veendam       | 3-4            |
| 2005/06 | 1e ronde     | IJsselmeervogels - BV Veendam       | 1-3            |
| 2006/07 | 2e ronde     | IJsselmeervogels - NAC Breda        | 2-4            |
| 2007/08 | 2e ronde     | IJsselmeervogels - FC Groningen     | 1-8            |
| 2008/09 | 2e ronde     | IJsselmeervogels - AGOVV            | 1-3            |
| 2009/10 | 2e ronde     | IJsselmeervogels - Roda JC Kerkrade | 1-2            |
| 2011/12 | 2e ronde     | IJsselmeervogels - FC Dordrecht     | 0-2            |
| 2012/13 | 2e ronde     | IJsselmeervogels - ADO Den Haag     | 0-2            |
| 2013/14 | 2e ronde     | IJsselmeervogels - Helmond Sport    | 3-2 n.v.       |
| 2013/14 | 3e ronde     | FC Emmen - IJsselmeervogels         | 3-2            |
| 2013/14 | 8e finale    | IJsselmeervogels - AFC Ajax         | 0-3            |
| 2016/17 | 8e finale    | IJsselmeervogels - sc Heerenveen    | 0-1            |
| 2019/20 | 1e ronde     | IJsselmeervogels - FC Den Bosch     | 3-0            |
| 2019/20 | 8e finale    | IJsselmeervogels - Go Ahead Eagles  | 1-1 (6-7 pen.) |
| 2021/22 | 1e ronde     | IJsselmeervogels - SBV Excelsior    | 0-3            |
| 2023/24 | 1e ronde     | IJsselmeervogels - Sparta Rotterdam | 0-2            |
| 2024/25 | 1e ronde     | IJsselmeervogels - SC Heerenveen    | 2-3            |